# 拉米·马赫卢夫
拉米·马赫卢夫（阿拉伯语：‎，1969年7月10日—）是一位富有的叙利亚商人，叙总统巴沙尔·阿萨德的表弟。他被认为是叙国内最有权势的人物之一，根据叙利亚分析人士的说法，没有他的同意和帮助，外国公司别想在叙利亚开展业务。他是巴沙尔政权的核心人物之一。

## 背景
拉米·马赫卢夫是阿萨德家族的近亲，他的父亲穆罕默德·马赫卢夫是前叙利亚总统哈菲兹·阿萨德夫人阿妮莎·马赫卢夫的弟弟，他的弟弟哈菲兹·马赫卢夫曾任叙利亚国家安全总局大马士革分局局长。到2008年，他的个人资产估计约有60亿美元。他是叙国内两大移动电话公司之一的叙利亚移动通信的董事长和主要拥有者，拥有公司55%的股份。除此之外，他还掌管着许多房地产、银行、叙利亚与黎巴嫩边境地区的自由贸易区、免税商店和奢侈品商店。根据《金融时报》的报道，马赫卢夫通过他的商业利益网络掌握了叙利亚60%的经济产值。